# Isotopes du mercure
Le mercure (Hg, numéro atomique 80) possède 40 isotopes connus, de nombre de masse variant entre 171 et 210, et 16 isomères nucléaires. Parmi ces isotopes, sept sont stables, 196Hg, 198Hg, 199Hg, 200Hg, 201Hg, 202Hg et 204Hg ; ils constituent l'intégralité du mercure naturel, dans des fractions allant de 0,15 à 29,86 %, le plus abondant étant 202Hg, le moins 196Hg. La masse atomique standard attribuée au mercure est de 200,592(3) u.
Parmi les 33 radioisotopes artificiels du mercure, ceux à la plus longue durée de vie sont 194Hg avec une demi-vie de 444 années, 203Hg (46,6 jours) et 197Hg (64 heures). Tous les autres radioisotopes ont une demi-vie inférieure à cinq heures, et la plupart inférieure à une heure.
Parmi les isomères nucléaires, les plus stables sont 195mHg (t1/2 de 41,6 heures), 197mHg (t1/2 de 23,8 heures) et 193mHg (t1/2 de 11,8 heures), les autres ayant tous une demi-vie inférieure à une heure, et la plupart inférieure à une minute.
À l'exception de 192Hg, 194Hg et 197Hg qui se désintègrent par capture électronique en isotopes de l'or correspondants, les radioisotopes plus légers que les isotopes stables se désintègrent dans un taux variable de désintégration α en isotopes du platine et d'émission de positron (β+), en isotopes de l'or, les plus légers se désintégrant majoritairement par désintégration α, et ce ratio s'inversant à nombre de masse croissant. Les radioisotopes plus lourds se désintègrent eux principalement par désintégration β− en isotopes du thallium.

## Isotopes notables

### Mercure naturel
Le mercure naturel est constitué des sept isotopes stables 196Hg, 198Hg, 199Hg, 200Hg, 201Hg, 202Hg et 204Hg.
| Isotope | Abondance (pourcentage molaire) |
| ------- | ------------------------------- |
| 196Hg   | 0,15 (1) %                      |
| 198Hg   | 9,97 (20) %                     |
| 199Hg   | 16,87 (22) %                    |
| 200Hg   | 23,10 (19) %                    |
| 201Hg   | 13,18 (9) %                     |
| 202Hg   | 29,86 (26) %                    |
| 204Hg   | 6,87 (15) %                     |

### Mercure 180
Le mercure 180 (180Hg) est l'isotope du mercure dont le noyau est constitué de 80 protons et de 100 neutrons. C'est un radioisotope artificiel avec une demi-vie de 2,58 secondes, se désintégrant par émission de positron (52 %) ou radioactivité α (48 %), respectivement en 180Au et 176Pt. Il a été découvert en 2010 que lorsqu'il était produit à partir de thallium 180, il était capable d'une inhabituelle fission spontanée, produisant alors du ruthénium 100 (100Ru) et du krypton 80 (80Kr).

## Table des isotopes
| Symbole de l'isotope | Z (p)                | N (n)                | masse isotopique     | Demi-vie                     | Mode(s) de désintégration, | Isotope(s)-fils | Spin nucléaire |
| Symbole de l'isotope | Énergie d'excitation | Énergie d'excitation | Énergie d'excitation | Demi-vie                     | Mode(s) de désintégration, | Isotope(s)-fils | Spin nucléaire |
| -------------------- | -------------------- | -------------------- | -------------------- | ---------------------------- | -------------------------- | --------------- | -------------- |
| 171Hg                | 80                   | 91                   | 171,00376(32)#       | 80(30) µs [59(+36-16) µs]    |                            |                 | 3/2-#          |
| 172Hg                | 80                   | 92                   | 171,99883(22)        | 420(240) µs [0,25(+35-9) ms] |                            |                 | 0              |
| 173Hg                | 80                   | 93                   | 172,99724(22)#       | 1,1(4) ms [0,6(+5-2) ms]     |                            |                 | 3/2-#          |
| 174Hg                | 80                   | 94                   | 173,992864(21)       | 2,0(4) ms [2,1(+18-7) ms]    |                            |                 | 0+             |
| 175Hg                | 80                   | 95                   | 174,99142(11)        | 10,8(4) ms                   | α                          | 171Pt           | 5/2-#          |
| 176Hg                | 80                   | 96                   | 175,987355(15)       | 20,4(15) ms                  | α (98,6 %)                 | 172Pt           | 0+             |
| 176Hg                | 80                   | 96                   | 175,987355(15)       | 20,4(15) ms                  | β+ (1,4 %)                 | 176Au           | 0+             |
| 177Hg                | 80                   | 97                   | 176,98628(8)         | 127,3(18) ms                 | α (85 %)                   | 173Pt           | 5/2-#          |
| 177Hg                | 80                   | 97                   | 176,98628(8)         | 127,3(18) ms                 | β+ (15 %)                  | 177Au           | 5/2-#          |
| 178Hg                | 80                   | 98                   | 177,982483(14)       | 0,269(3) s                   | α (70 %)                   | 174Pt           | 0+             |
| 178Hg                | 80                   | 98                   | 177,982483(14)       | 0,269(3) s                   | β+ (30 %)                  | 178Au           | 0+             |
| 179Hg                | 80                   | 99                   | 178,981834(29)       | 1,09(4) s                    | α (53 %)                   | 175Pt           | 5/2-#          |
| 179Hg                | 80                   | 99                   | 178,981834(29)       | 1,09(4) s                    | β+ (47 %)                  | 179Au           | 5/2-#          |
| 179Hg                | 80                   | 99                   | 178,981834(29)       | 1,09(4) s                    | β+, p (0,15 %)             | 178Pt           | 5/2-#          |
| 180Hg                | 80                   | 100                  | 179,978266(15)       | 2,58(1) s                    | β+ (52 %)                  | 180Au           | 0+             |
| 180Hg                | 80                   | 100                  | 179,978266(15)       | 2,58(1) s                    | α (48 %)                   | 176Pt           | 0+             |
| 180Hg                | 80                   | 100                  | 179,978266(15)       | 2,58(1) s                    | FS                         | 100Ru, 80Kr     | 0+             |
| 181Hg                | 80                   | 101                  | 180,977819(17)       | 3,6(1) s                     | β+ (64 %)                  | 181Au           | 1/2(-)         |
| 181Hg                | 80                   | 101                  | 180,977819(17)       | 3,6(1) s                     | α (36 %)                   | 177Pt           | 1/2(-)         |
| 181Hg                | 80                   | 101                  | 180,977819(17)       | 3,6(1) s                     | β+, p (0,014 %)            | 180Pt           | 1/2(-)         |
| 181Hg                | 80                   | 101                  | 180,977819(17)       | 3,6(1) s                     | β+, α (9×10−6 %)           | 177Ir           | 1/2(-)         |
| 181mHg               | 210(40)# keV         | 210(40)# keV         | 210(40)# keV         |                              |                            |                 | 13/2+          |
| 182Hg                | 80                   | 102                  | 181,97469(1)         | 10,83(6) s                   | β+ (84,8 %)                | 182Au           | 0+             |
| 182Hg                | 80                   | 102                  | 181,97469(1)         | 10,83(6) s                   | α (15,2 %)                 | 178Pt           | 0+             |
| 182Hg                | 80                   | 102                  | 181,97469(1)         | 10,83(6) s                   | β+, p (10−5 %)             | 181Pt           | 0+             |
| 183Hg                | 80                   | 103                  | 182,974450(9)        | 9,4(7) s                     | β+ (74,5 %)                | 183Au           | 1/2-           |
| 183Hg                | 80                   | 103                  | 182,974450(9)        | 9,4(7) s                     | α (25,5 %)                 | 179Pt           | 1/2-           |
| 183Hg                | 80                   | 103                  | 182,974450(9)        | 9,4(7) s                     | β+, p (5,6×10−4 %)         | 182Pt           | 1/2-           |
| 183m1Hg              | 198(14) keV          | 198(14) keV          | 198(14) keV          |                              |                            |                 | 13/2+#         |
| 183m2Hg              | 240(40)# keV         | 240(40)# keV         | 240(40)# keV         | 5# s                         | β+                         | 183Au           | 13/2+#         |
| 184Hg                | 80                   | 104                  | 183,971713(11)       | 30,6(3) s                    | β+ (98,89 %)               | 184Au           | 0+             |
| 184Hg                | 80                   | 104                  | 183,971713(11)       | 30,6(3) s                    | α (1,11 %)                 | 180Pt           | 0+             |
| 185Hg                | 80                   | 105                  | 184,971899(17)       | 49,1(10) s                   | β+ (94 %)                  | 185Au           | 1/2-           |
| 185Hg                | 80                   | 105                  | 184,971899(17)       | 49,1(10) s                   | α (6 %)                    | 181Pt           | 1/2-           |
| 185mHg               | 99,3(5) keV          | 99,3(5) keV          | 99,3(5) keV          | 21,6(15) s                   | TI (54 %)                  | 185Hg           | 13/2+          |
| 185mHg               | 99,3(5) keV          | 99,3(5) keV          | 99,3(5) keV          | 21,6(15) s                   | β+ (46 %)                  | 185Au           | 13/2+          |
| 185mHg               | 99,3(5) keV          | 99,3(5) keV          | 99,3(5) keV          | 21,6(15) s                   | α (0,03 %)                 | 181Pt           | 13/2+          |
| 186Hg                | 80                   | 106                  | 185,969362(12)       | 1,38(6) min                  | β+ (99,92 %)               | 186Au           | 0+             |
| 186Hg                | 80                   | 106                  | 185,969362(12)       | 1,38(6) min                  | α (0,016 %)                | 182Pt           | 0+             |
| 186mHg               | 2217,3(4) keV        | 2217,3(4) keV        | 2217,3(4) keV        | 82(5) µs                     |                            |                 | (8-)           |
| 187Hg                | 80                   | 107                  | 186,969814(15)       | 1,9(3) min                   | β+                         | 187Au           | 3/2-           |
| 187Hg                | 80                   | 107                  | 186,969814(15)       | 1,9(3) min                   | α (1,2×10−4 %)             | 183Pt           | 3/2-           |
| 187mHg               | 59(16) keV           | 59(16) keV           | 59(16) keV           | 2,4(3) min                   | β+                         | 187Au           | 13/2+          |
| 187mHg               | 59(16) keV           | 59(16) keV           | 59(16) keV           | 2,4(3) min                   | α (2,5×10−4 %)             | 183Pt           | 13/2+          |
| 188Hg                | 80                   | 108                  | 187,967577(12)       | 3,25(15) min                 | β+                         | 188Au           | 0+             |
| 188Hg                | 80                   | 108                  | 187,967577(12)       | 3,25(15) min                 | α (3,7×10−5 %)             | 184Pt           | 0+             |
| 188mHg               | 2724,3(4) keV        | 2724,3(4) keV        | 2724,3(4) keV        | 134(15) ns                   |                            |                 | (12+)          |
| 189Hg                | 80                   | 109                  | 188,96819(4)         | 7,6(1) min                   | β+                         | 189Au           | 3/2-           |
| 189Hg                | 80                   | 109                  | 188,96819(4)         | 7,6(1) min                   | α (3×10−5 %)               | 185Pt           | 3/2-           |
| 189mHg               | 80(30) keV           | 80(30) keV           | 80(30) keV           | 8,6(1) min                   | β+                         | 189Au           | 13/2+          |
| 189mHg               | 80(30) keV           | 80(30) keV           | 80(30) keV           | 8,6(1) min                   | α (3×10−5 %)               | 185Pt           | 13/2+          |
| 190Hg                | 80                   | 110                  | 189,966322(17)       | 20,0(5) min                  | β+                         | 190Au           | 0+             |
| 190Hg                | 80                   | 110                  | 189,966322(17)       | 20,0(5) min                  | α (5×10−5 %)               | 186Pt           | 0+             |
| 191Hg                | 80                   | 111                  | 190,967157(24)       | 49(10) min                   | β+                         | 191Au           | 3/2(-)         |
| 191mHg               | 128(22) keV          | 128(22) keV          | 128(22) keV          | 50,8(15) min                 | β+                         | 191Au           | 13/2+          |
| 192Hg                | 80                   | 112                  | 191,965634(17)       | 4,85(20) h                   | CE                         | 192Au           | 0+             |
| 192Hg                | 80                   | 112                  | 191,965634(17)       | 4,85(20) h                   | α (4×10−6 %)               | 188Pt           | 0+             |
| 193Hg                | 80                   | 113                  | 192,966665(17)       | 3,80(15) h                   | β+                         | 193Au           | 3/2-           |
| 193mHg               | 140,76(5) keV        | 140,76(5) keV        | 140,76(5) keV        | 11,8(2) h                    | β+ (92,9 %)                | 193Au           | 13/2+          |
| 193mHg               | 140,76(5) keV        | 140,76(5) keV        | 140,76(5) keV        | 11,8(2) h                    | TI (7,1 %)                 | 193Hg           | 13/2+          |
| 194Hg                | 80                   | 114                  | 193,965439(13)       | 444(77) a                    | CE                         | 194Au           | 0+             |
| 195Hg                | 80                   | 115                  | 194,966720(25)       | 10,53(3) h                   | β+                         | 195Au           | 1/2-           |
| 195mHg               | 176,07(4) keV        | 176,07(4) keV        | 176,07(4) keV        | 41,6(8) h                    | TI (54,2 %)                | 195Hg           | 13/2+          |
| 195mHg               | 176,07(4) keV        | 176,07(4) keV        | 176,07(4) keV        | 41,6(8) h                    | β+ (45,8 %)                | 195Au           | 13/2+          |
| 196Hg                | 80                   | 116                  | 195,965833(3)        | Observé stable               | Observé stable             | Observé stable  | 0+             |
| 197Hg                | 80                   | 117                  | 196,967213(3)        | 64,14(5) h                   | CE                         | 197Au           | 1/2-           |
| 197mHg               | 298,93(8) keV        | 298,93(8) keV        | 298,93(8) keV        | 23,8(1) h                    | TI (91,4 %)                | 197Hg           | 13/2+          |
| 197mHg               | 298,93(8) keV        | 298,93(8) keV        | 298,93(8) keV        | 23,8(1) h                    | CE (8,6 %)                 | 197Au           | 13/2+          |
| 198Hg                | 80                   | 118                  | 197,9667690(4)       | Observé stable               | Observé stable             | Observé stable  | 0+             |
| 199Hg                | 80                   | 119                  | 198,9682799(4)       | Observé stable               | Observé stable             | Observé stable  | 1/2-           |
| 199mHg               | 532,48(10) keV       | 532,48(10) keV       | 532,48(10) keV       | 42,66(8) min                 | TI                         | 199Hg           | 13/2+          |
| 200Hg                | 80                   | 120                  | 199,9683260(4)       | Observé stable               | Observé stable             | Observé stable  | 0+             |
| 201Hg                | 80                   | 121                  | 200,9703023(6)       | Observé stable               | Observé stable             | Observé stable  | 3/2-           |
| 201mHg               | 766,22(15) keV       | 766,22(15) keV       | 766,22(15) keV       | 94(3) µs                     |                            |                 | 13/2+          |
| 202Hg                | 80                   | 122                  | 201,9706430(6)       | Observé stable               | Observé stable             | Observé stable  | 0+             |
| 203Hg                | 80                   | 123                  | 202,9728725(18)      | 46,595(6) j                  | β−                         | 203Tl           | 5/2-           |
| 203mHg               | 933,14(23) keV       | 933,14(23) keV       | 933,14(23) keV       | 24(4) µs                     |                            |                 | (13/2+)        |
| 204Hg                | 80                   | 124                  | 203,9734939(4)       | Observé stable               | Observé stable             | Observé stable  | 0+             |
| 205Hg                | 80                   | 125                  | 204,976073(4)        | 5,14(9) min                  | β−                         | 205Tl           | 1/2-           |
| 205mHg               | 1556,40(17) keV      | 1556,40(17) keV      | 1556,40(17) keV      | 1,09(4) ms                   | TI                         | 205Hg           | 13/2+          |
| 206Hg                | 80                   | 126                  | 205,977514(22)       | 8,15(10) min                 | β−                         | 206Tl           | 0+             |
| 207Hg                | 80                   | 127                  | 206,98259(16)        | 2,9(2) min                   | β−                         | 207Tl           | (9/2+)         |
| 208Hg                | 80                   | 128                  | 207,98594(32)#       | 42(5) min [41(+5-4) min]     | β−                         | 208Tl           | 0+             |
| 209Hg                | 80                   | 129                  | 208,99104(21)#       | 37(8) s                      |                            |                 | 9/2+#          |
| 210Hg                | 80                   | 130                  | 209,99451(32)#       | 10# min [>300 ns]            |                            |                 | 0+             |

1. ↑  Abréviations : 
CE : capture électronique ;
TI : transition isomérique ;
FS : Fission spontanée.
2. ↑  Isotopes stables en gras.
3. ↑  Quand il est produit à partir de 180Tl, il est capable de fission spontanée en donnant 100Ru et 80Kr.
4. ↑  Soupçonné de désintégration α en 192Pt ou de double désintégration β+β+ en 196Pt avec une demi-vie supérieure à 2,5×1018 années.
5. ↑  Soupçonné de désintégration α en 194Pt.
6. ↑  Soupçonné de désintégration α en 195Pt.
7. ↑  Soupçonné de désintégration α en 196Pt.
8. ↑  Soupçonné de désintégration α en 197Pt.
9. ↑  Soupçonné de désintégration α en 198Pt.
10. ↑  Soupçonné de désintégration α en 200Pt ou de double désintégration β−β− en 204Pb.

### Remarques
- Les valeurs marquées # ne sont pas purement dérivées des données expérimentales, mais aussi au moins en partie à partir des tendances systématiques. Les spins avec des arguments d'affectation faibles sont entre parenthèses.
- Les incertitudes sont données de façon concise entre parenthèses après la décimale correspondante. Les valeurs d'incertitude dénotent un écart-type, à l'exception de la composition isotopique et de la masse atomique standard de l'IUPAC qui utilisent des incertitudes élargies[4].